# Evelyn Delogu
Evelyn Cristina Lourenco Delogú (ur. 6 lutego 1981 w São Paulo) – niemiecka siatkarka, grająca na pozycji libero. Od sezonu 2015/2016 występuje we francuskiej drużynie Istres OPVB.

## Sukcesy klubowe
Puchar Niemiec:
- 2011[3]